# Gambler (bài hát của Madonna)
"Gambler" là một bài hát của ca sĩ người Mỹ Madonna. Ca khúc được phát hành dưới dạng đĩa đơn thứ hai nằm trong album nhạc của bộ phim Vision Quest, phát hành ngày 3 tháng 10 năm 1985 bởi Geffen Records. Đây là nhạc phẩm cuối cùng do Madonna tự sáng tác, sau đó được sản xuất bởi John "Jellybean" Benitez theo yêu cầu của cô. "Gambler" không được phát hành tại Mỹ dưới sự yêu cầu của hãng Sire Records. Video ca nhạc của bài hát được trích từ một số cảnh quay trong bộ phim.
Ca từ của "Gambler" nói về sự độc lập và bản lĩnh của nữ ca sĩ. Tuy nhận được những lời khen-chê lẫn lộn từ giới phê bình, ca khúc vẫn thu được thành công về thương mại với việc lọt vào tốp 10 tại Úc, Bỉ, Ireland, Ý, Hà Lan, Na Uy và Anh. Madonna mới chỉ biểu diễn ca khúc đúng một lần trong chuyến lưu diễn The Virgin Tour năm 1985.

## Danh sách track
- Đĩa 7"[1]

1. "Gambler" – 3:54
2. "Nature of the Beach" (Black 'n Blue) – 3:45

- Đĩa 12"[2]

1. "Gambler" (Extended Dance Mix) – 5:34
2. "Gambler" (Instrumental Remix) – 3:55
3. "Nature of the Beach" (Black 'n Blue) – 3:45

## Đội ngũ sản xuất
- Madonna – sáng tác, hát
- John "Jellybean" Benitez – sản xuất
- Greg Fulginiti – phối khí
- John Kalodner – giám đốc sản xuất

## Xếp hạng và chứng nhận
| Bảng xếp hạng (1985–86)                         | - Vị trí - cao nhất |
| ----------------------------------------------- | ------------------- |
| Australia (Kent Music Report)                   | 10                  |
| Bỉ (Ultratop 50 Flanders)                       | 10                  |
| Pháp (SNEP)                                     | 33                  |
| Trường songid là BẮT BUỘC CHO BẢNG XẾP HẠNG ĐỨC | 25                  |
| Ireland (IRMA)                                  | 3                   |
| Italy (FIMI)                                    | 3                   |
| Hà Lan (Dutch Top 40)                           | 9                   |
| Hà Lan (Single Top 100)                         | 7                   |
| Na Uy (VG-lista)                                | 9                   |
| New Zealand (Recorded Music NZ)                 | 45                  |
| Thụy Sĩ (Schweizer Hitparade)                   | 23                  |
| Anh Quốc (OCC)                                  | 4                   |

| Bảng xếp hạng (1985)   | Vị trí |
| ---------------------- | ------ |
| Italian Singles (FIMI) | 39     |

| Quốc gia       | Chứng nhận | Số đơn vị/doanh số chứng nhận |
| -------------- | ---------- | ----------------------------- |
| Anh Quốc (BPI) | Bạc        | 295,000                       |
|                |            |                               |